# Threnia longipennis
Threnia longipennis är en tvåvingeart som beskrevs av Ignaz Rudolph Schiner 1868. Threnia longipennis ingår i släktet Threnia och familjen rovflugor. Inga underarter finns listade i Catalogue of Life.